# Dunnedarmmeridiaan

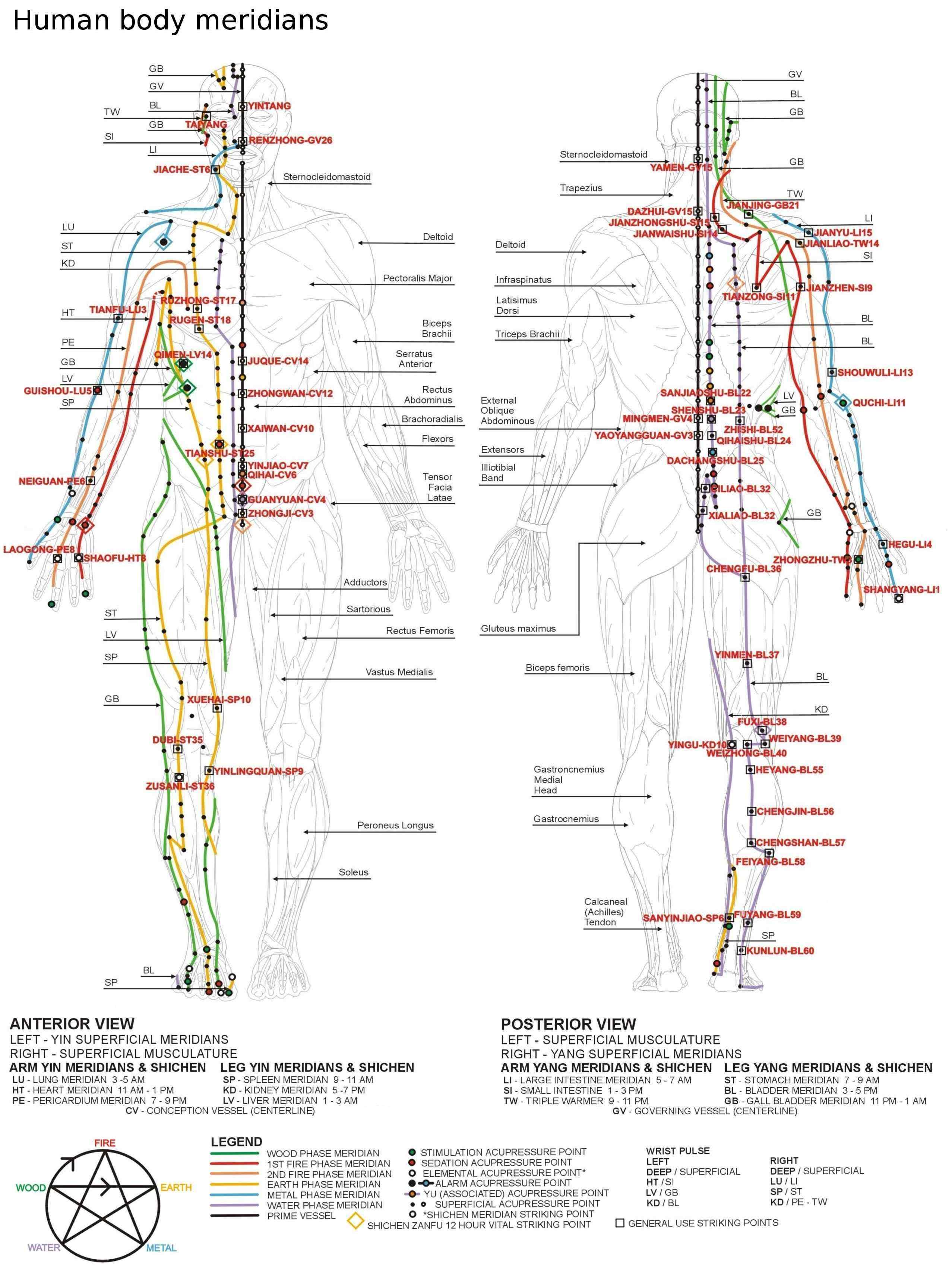
Overzicht van de 12 belangrijkste meridianen

De dunnedarmmeridiaan (Shou Tai Yang) is een van de 12 belangrijkste meridianen in de traditionele Chinese geneeskunde.
De meridiaan begint op beide handen aan de zijkant aan de nagelrand van de pink en loopt langs de zijkant van de hand langs de pols en de onderarm en loopt aan de binnenzijde van de elleboog via de bovenarm, over het schouderblad naar de nek, naar de kaak en eindigt bij het oor. Volgens de traditionele Chinese geneeskunde is deze meridiaan een yangmeridiaan en behoort tot het element vuur. Tussen 13.00 en 15.00 uur zou deze energie het meest actief zijn. Op de dunnedarmmeridiaan zitten negentien punten die gebruikt worden binnen de acupunctuur, acupressuur en reflexologie en deze zouden invloed hebben op de vochthuis houding, urine, diarree en constipatie.
longmeridiaan · dikkedarmmeridiaan · dunnedarmmeridiaan · maagmeridiaan · miltmeridiaan · hartmeridiaan · blaasmeridiaan · niermeridiaan · pericardiummeridiaan · drievoudige verwarmermeridiaan · galblaasmeridiaan · levermeridiaan